# Финляндский университет
Финляндский университет (англ. Finlandia University) — частный лютеранский университет в Хэнкоке, штат Мичиган, США. Это единственный частный университет на Верхнем полуострове. Основанный в 1896 году как Колледж Суоми и теологическая семинария, он связан с Евангелическо-лютеранской церковью в Америке.

## История
Колледж Суоми был основан 8 сентября 1896 года Я. К. Никандером (род. 1855, Хямеэнлинна, Финляндия, ум. 1919). В течение 1880-х годов большое количество финнов иммигрировало в Хэнкок, штат Мичиган, для работы в медной и лесной промышленности. Как пастор миссии Финской евангелическо-лютеранской церкви Америки со штаб-квартирой в Хэнкоке, Никандер заметил, что шведские и финские иммигранты вдоль реки Делавэр не обучают новых служителей, и стал опасаться потери финской идентичности. Роль колледжа заключалась в сохранении финской культуры, обучении лютеранских служителей и обучении английскому языку. В 1920-е годы колледж Суоми стал гуманитарным колледжем, а в 1958 году семинария отделилась от колледжа. 1 июля 2000 года Suomi College сменил название на Finlandia University.
Краеугольный камень Олд Мейна, первого здания, построенного в Колледже Суоми, был заложен 30 мая 1898 года. Песчаник Джейкобсвилля, добытый в каменоломне на входе Портидж в водный путь Кевино, был доставлен на барже, вырезан и использован для строительства Олд Мейна. Посвящённый 21 января 1900 года, он содержал общежитие, кухню, прачечную, классы, офисы, библиотеку, часовню и гостиную. Растущий колледж быстро перерос это здание. В 1901 году на соседнем участке было возведено каркасное строение, в котором разместились спортзал, актовый зал и музыкальный центр. Каркасное здание было снесено, когда в 1939 году был построен Никандер-холл, названный в честь основателя Колледжа Суоми. Зал был спроектирован архитектурной фирмой Элиэля Сааринена и Дж. Роберта Ф. Суонсона. В дополнение к Олд Мейну, современный главный кампус состоит из Никандер-холла, Маннергейм-холла, Варгелин-холла, Финляндия-холла, Центра физического воспитания Пааво Нурми, Дома Киви, Центра Гувера, Центра финско-американского наследия, Часовни Св. Матфея и Центра Джутила.
Финляндский университет был университетом лютеранской церкви с момента его основания. В 1988 году университет присоединился к Евангелической лютеранской церкви в Америке. Учебная программа, мероприятия в кампусе и сообщество исследуют ценность веры, призвания и служения. Финляндский университет аккредитован Высшей учебной комиссией Северо-центральной ассоциации колледжей и школ (NCA-HLC). В 1996 году университет перешёл из двухлетнего колледжа в четырёхлетний университет. С 2020–2021 учебного года политика приёма в Финляндский университет не содержит требований к академическим документам, таких как результаты SAT или ACT, кроме справок о среднем образовании.
6 октября 2021 года попечительский совет университета официально принял письмо от его 16-го и нынешнего президента преподобного доктора Филипа Р. Джонсона, в котором он сообщил им о своём намерении уйти в отставку в конце академического семестра 2021–2022 годов.

## Кампус
Финляндский университет расположен в Хэнкоке, штат Мичиган. Город расположен на полуострове Кевино в Верхнем полуострове Мичигана. Полуостров Кевино простирается на север до Верхнего озера.

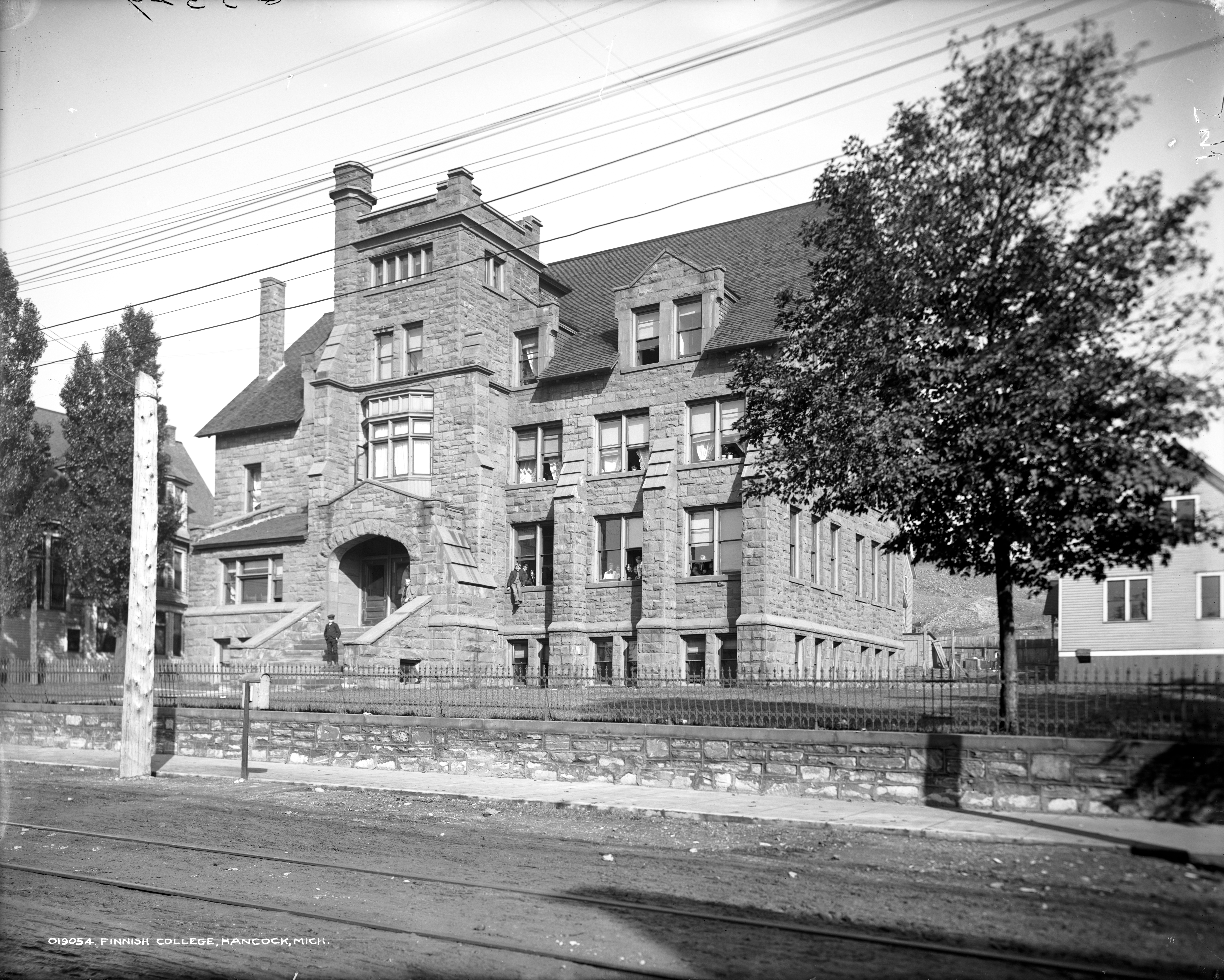
Олд Мейн[англ.], между 1900 и 1906
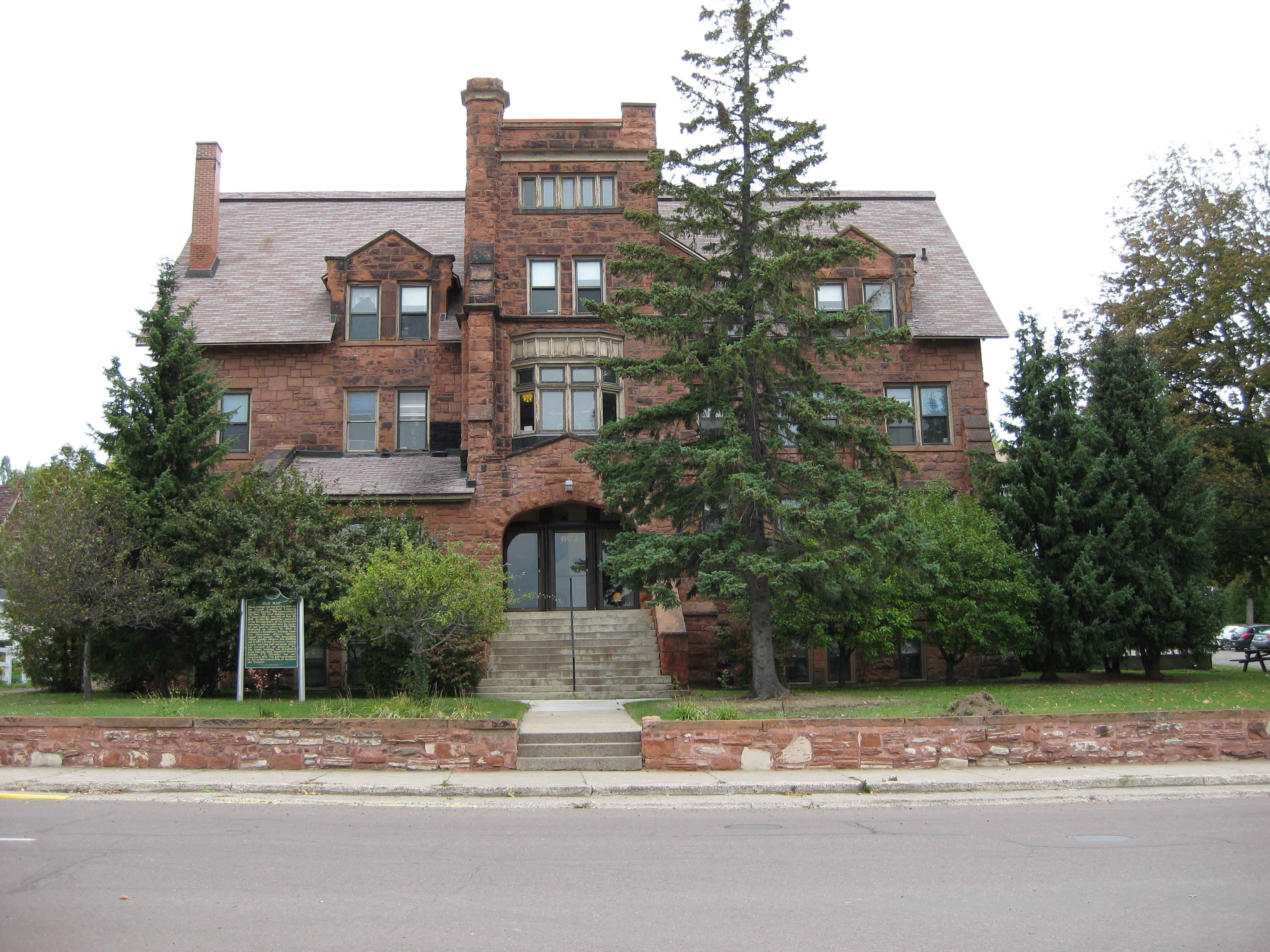
Олд Мейн в 2008 году
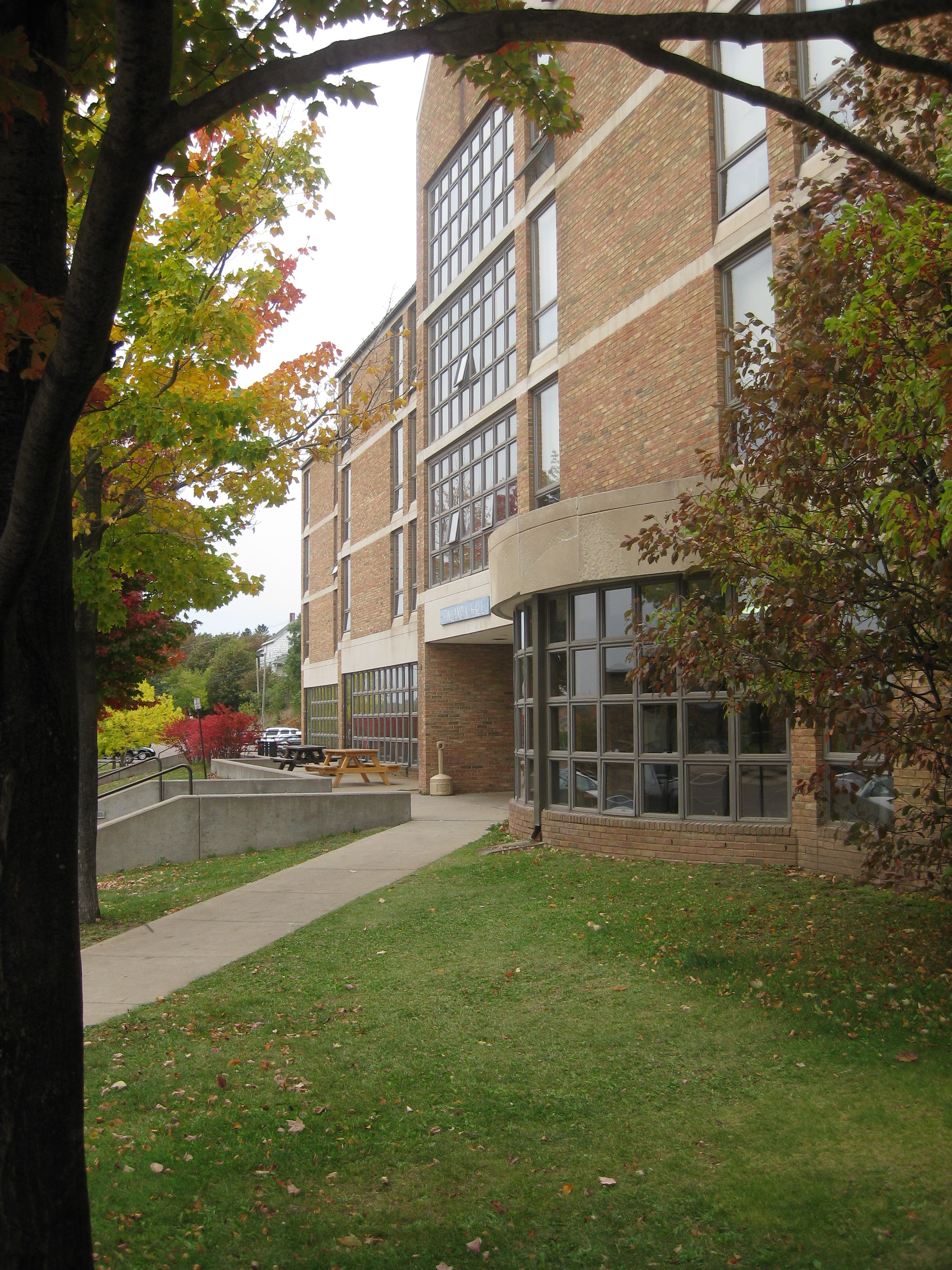
Финляндия-холл

### Центр финско-американского наследия
Также частью Финляндского университета, обслуживающей как кампус, так и общество, является Центр финско-американского наследия, в котором проводятся многочисленные университетские и общественные мероприятия, а также есть музей, художественная галерея и театр. Здесь находится финско-американский исторический архив.

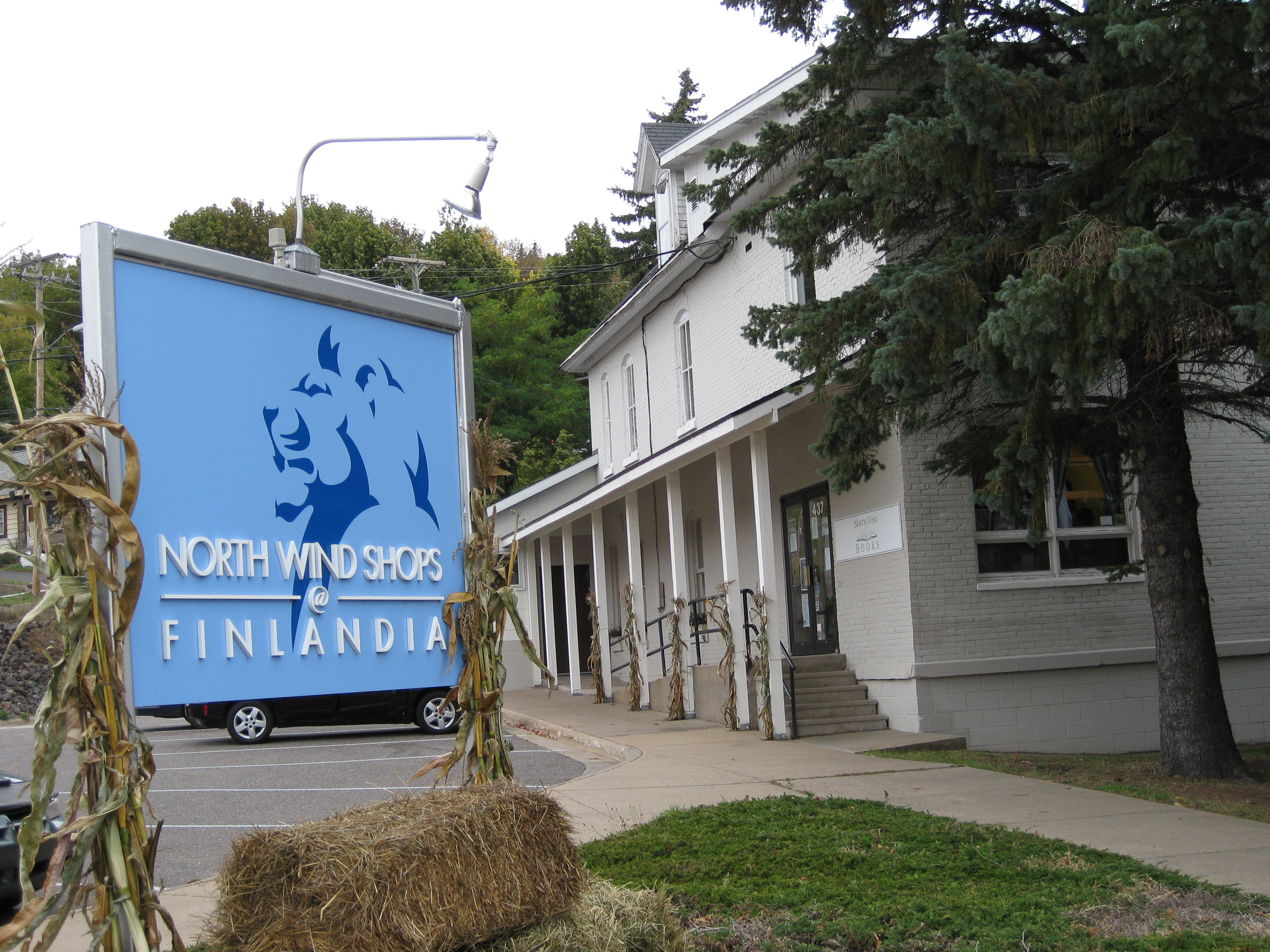
North Wind Books

The Lions Den of North Wind Books предлагает обширную коллекцию качественных художественных и научно-популярных изданий для взрослых и детей, а также учебников. Он также продаёт предметы финского функционального дизайна для дома и товары с логотипом университета.

## Спорт
В Финляндском университете есть 10 видов спорта III дивизиона Национальной студенческой спортивной ассоциации, команды которых известны как Lions, с 2020 года они соревнуются в основном в качестве участников спортивной конференции Coast to Coast Athletic Conference (C2C). Женская лёгкая атлетика включает: баскетбол, хоккей, футбол, софтбол и волейбол. Мужская лёгкая атлетика включает бейсбол, баскетбол, футбол, хоккей и футбол. Совместный (мужчины и женщины) киберспорт был добавлен в число видов спорта университетского уровня в сезоне 2020–2021 годов.

### Принадлежность к конференции
- Coast to Coast Athletic Conference[англ.]: бейсбол, мужской и женский баскетбол, мужской и женский американский футбол, софтбол, волейбол
- Northern Collegiate Hockey Association[англ.]: мужской (с 2004)[12] и женский (с 2003)[13] хоккей с шайбой
- Upper Midwest Athletic Conference[англ.]: футбол (с 2021)[14]

## Известные выпускники
- Трент Дааветтила[англ.], хоккеист
- Райан Донован[англ.], хоккеист
- Санна Каннасто[англ.], активистка рабочего движения, феминистка
- Медариа Аррадондо[англ.], начальник полиции Департамента полиции Миннеаполиса
- Джон Рэймонд Илитало[англ.], 29-й посол США в Парагвае